# Sven Backström
Sven Backström (Havdhem, 20 gennaio 1903 – Stoccolma, 18 marzo 1992) è stato un architetto e urbanista svedese.

## Biografia

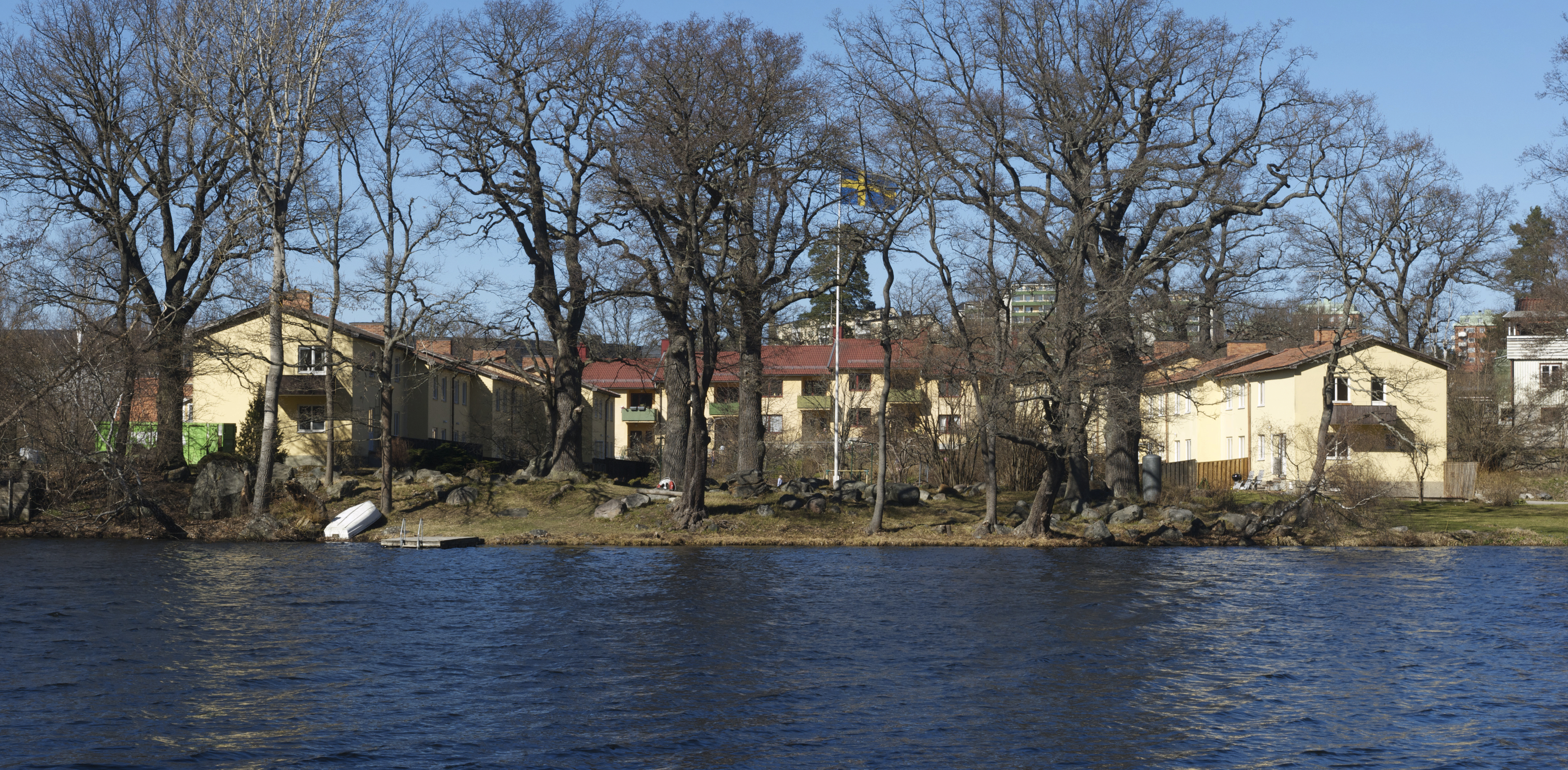
Casa a terrazza costruita nel 1943 a Gillevägen

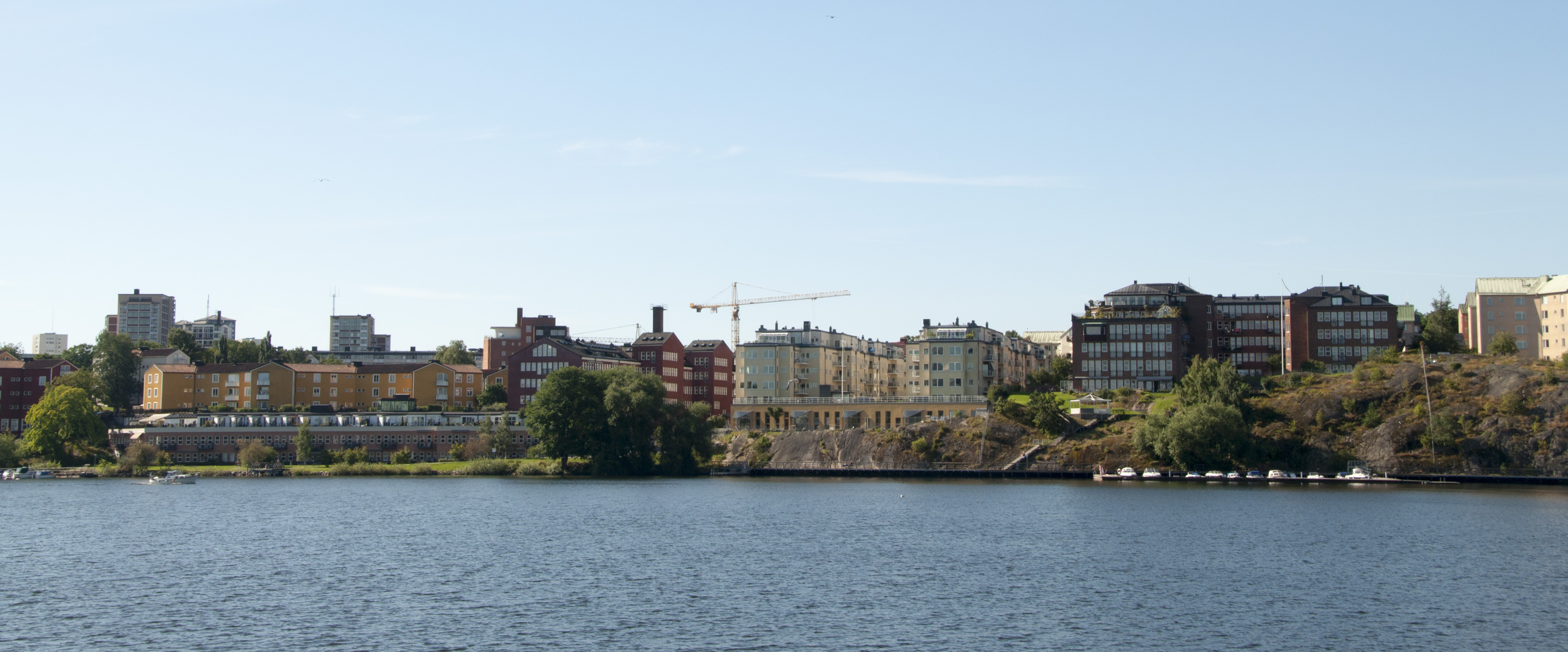
Il quartiere Gröndal, nel 1939 a Stoccolma

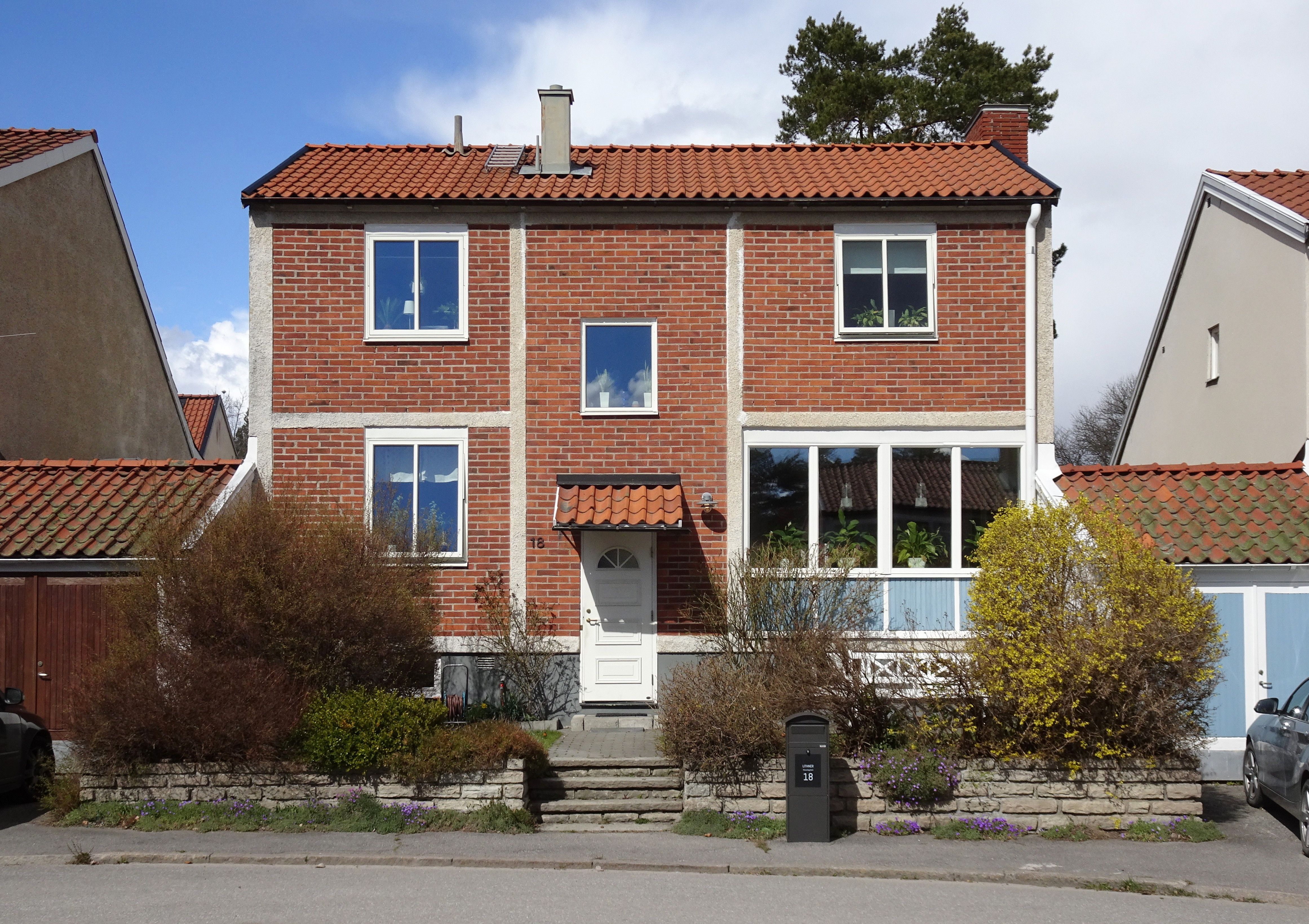
Il centro civico di Vällingby, nel 1952 a Stoccolma

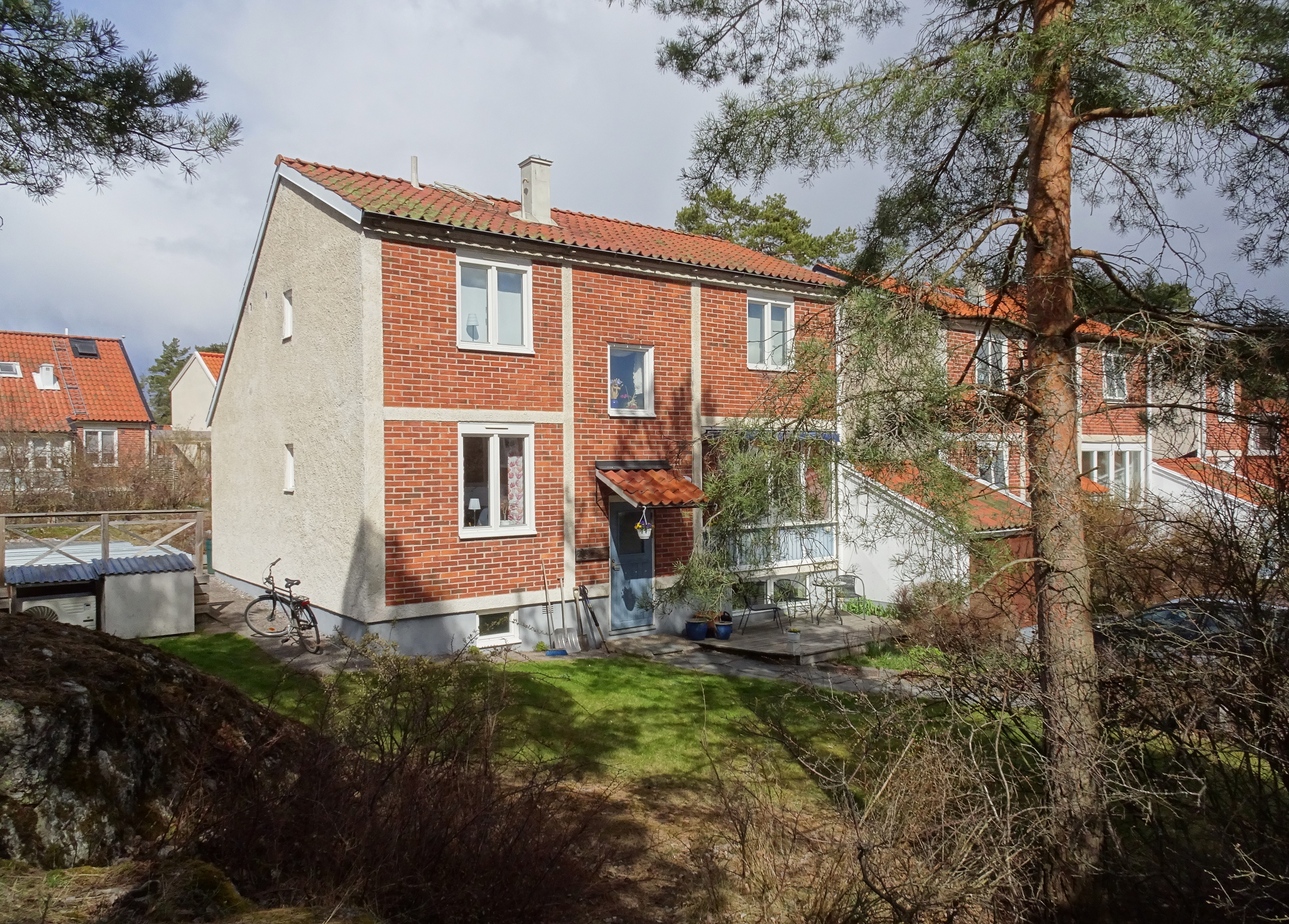
Il centro civico di Vällingby, nel 1952 a Stoccolma

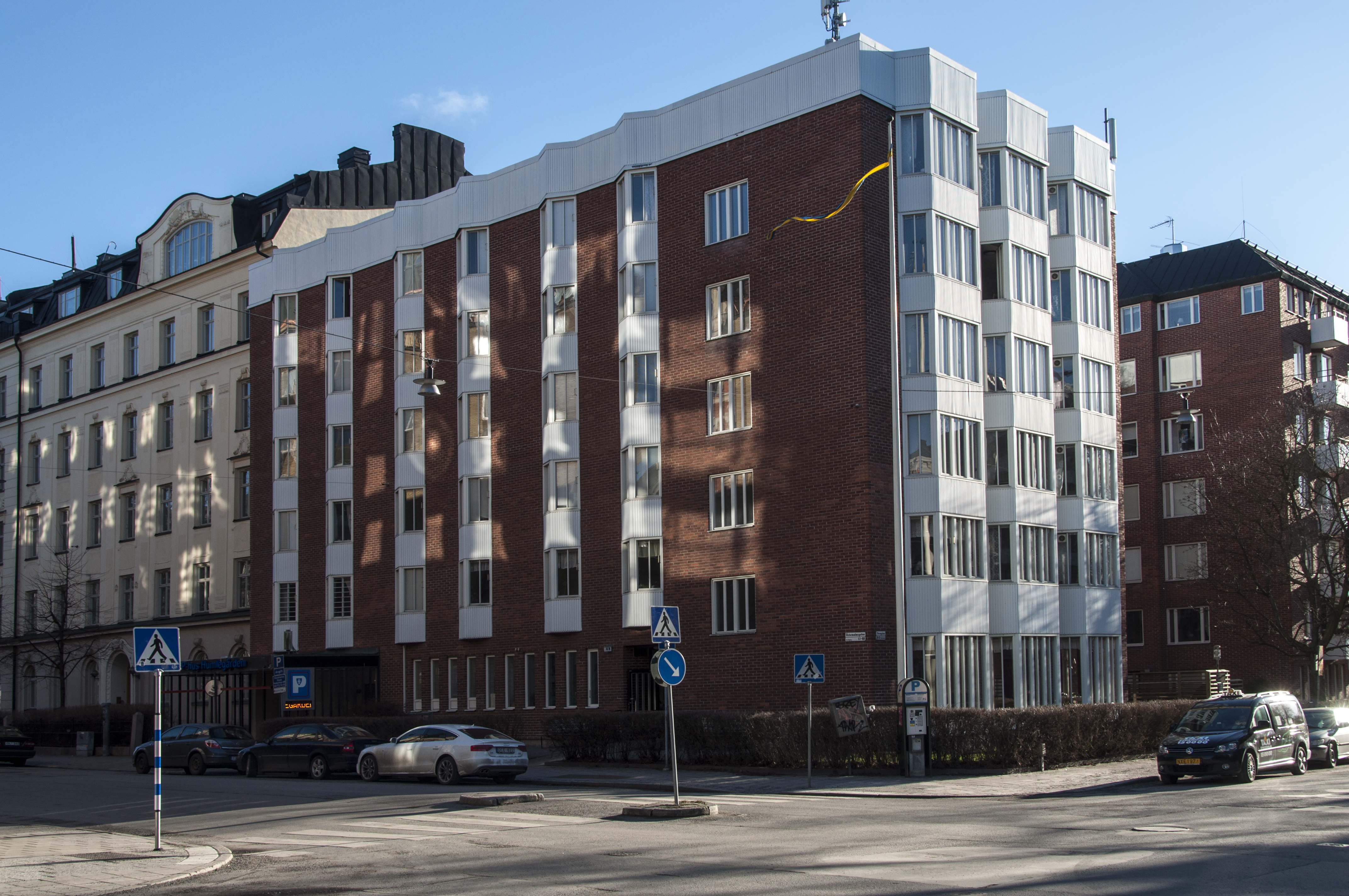
Lönnen, nel 1972 a Stoccolma

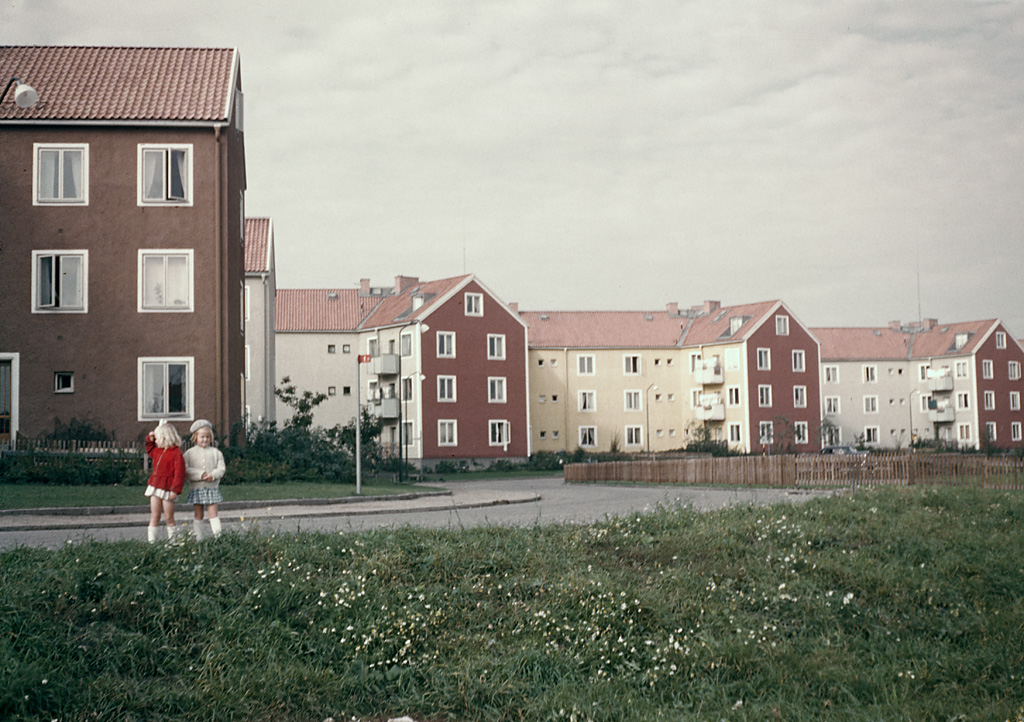
Il quartiere Rosta, nel 1950 a Örebro

Sven Backström nacque a Havdhem il 20 gennaio 1903.
Lavorò dal 1936 in collaborazione con Leif Reinius e Sven Markelius.

Partecipò al Movimento Moderno e si impegnò per analizzare ed eseguire soluzioni innovative riguardo ai problemi urbanistici,nell'ambito del movimento organico svedese,che secondo Bruno Zevi apportò elementi umanizzanti al Movimento,caratterizzandosi: 
(Bruno Zevi, 1975)
Tra le sue realizzazioni principali si possono menzionare: la Casa della Donna (1938) a Stoccolma; il quartiere Gröndal (1939, Stoccolma), nel quale per limitare la ripetitività costruttiva delle case di tipo lamellare, ideò la casa-torre di forma stellare, articolabile più liberamente per costituire cortili aperti e vedute più gradevoli;questa soluzione architettonica riscosse molti consensi a livello mondiale e diventò quella più utilizzata successivamente da Backström, caratterizzandosi per una certa uguaglianza delle unità, che si differenziavano per la coloratura delle pareti esterne; le case-torre (1945-1948) a Danviksklippan (Stoccolma) e quartiere residenziale (1947-1952) a Örebro (insieme a L. Reinius).
Il piano per il centro civico satellite di Vällingby, a Stoccolma (1952, con Sven Markelius), gli aprì le porte al successo internazionale e fu considerato come una delle migliori soluzioni di pianificazione urbana, contraddistinto dall'esclusività del traffico pedonale in superficie, mentre quello automobilistico si effettua tangenzialmente al centro e quello metropolitanico è sotterraneo; il centro prevede attività commerciali, ricreative e culturali per il fabbisogno di ottantamila abitanti.
Tra gli altri lavori architettonici e urbanistici si ricordano il complesso di Ostra Nordstaden a Göteborg (1970-1973); il complesso residenziale a Upplands Väsby (1973-1975).
Sven Backström morì a Stoccolma il 18 marzo 1992.

## Opere
- Casa della Donna, a Stoccolma (1938);
- Quartiere Gröndal, a Stoccolma (1939);
- Case-torre Danviksklippan, a Stoccolma (1945-1948);
- Quartiere residenziale, a Örebro (1947-1952);
- Centro civico satellite di Vällingby, a Stoccolma (1952);
- Complesso di Ostra Nordstaden, a Göteborg (1970-1973);
- Complesso residenziale, a Upplands Väsby (1973-1975).